# Tamara Kobová
Tamara Koboová (* 24. února 1957) je bývalá sovětská atletka, běžkyně, původem z Ukrajiny, která se věnovala středním tratím.

## Sportovní kariéra
Při svém mezinárodním debutu v roce 1980 se stala halovou mistryní Evropy v běhu na 1500 metrů. V pozdějších letech se věnovala (už jako reprezentantka Ukrajiny) zejména přespolnímu běhu a silničním závodům.